# Найяскравіша галактика скупчення

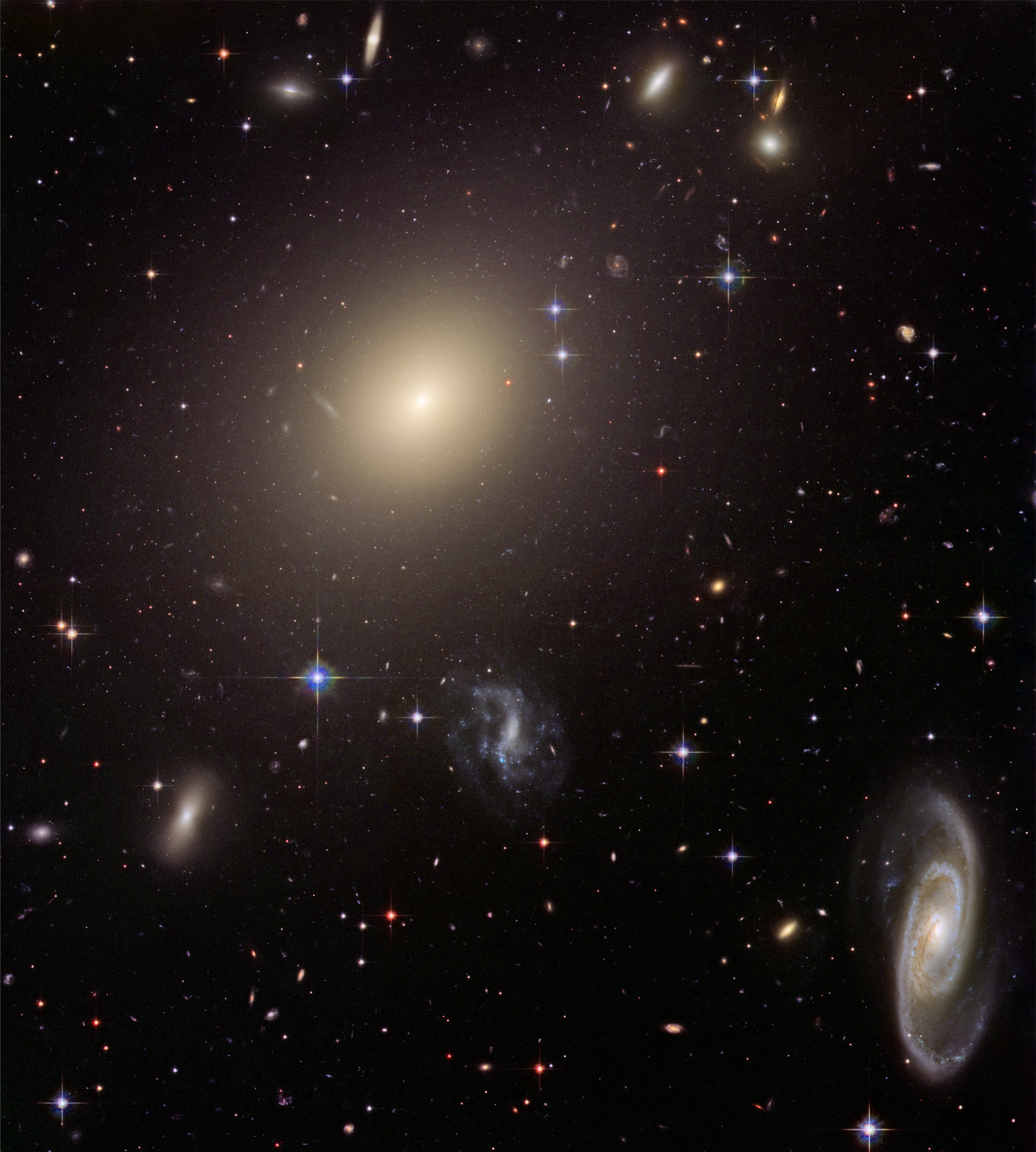
Це зображення телескопа Габбл (NASA) показує скупчення галактик Abell S740, розташоване на відстані понад 450 млн.світлових років у напрямку сузір'я Центавра. Гігантська еліптична галактика ESO 325-G004 домінує у центрі скупчення. Маса цієї галактики становить 100 мільярдів мас Сонця.

Найяскравіша галактика скупчення (англ. brightest cluster galaxy, BCG) — найяскравіша галактика у скупченні галактик. Зазвичай це наймасивніші галактики Всесвіту. Як правило, це еліптичні галактики, які розташовані поруч із геометричним та кінематичним центром їх рідного скупчення, тобто, на дні його потенціальної ями. Також вони у більшості випадків збігаються з піком рентгенівського випромінювання від скупчення.

## Утворення
Шляхи формування найяскравіших галактик скупчення:
- потік, що охолоджується — формування зір із центрального потоку, що охолоджується, у щільних центрах охолодження рентгенівських гало скупчень. Однак дослідження акреційних популяцій у найяскравіших галактиках скупчень[2] піддало сумніву цю теорію, а астрономи не бачили доказів потоків, які охолоджуються у випромінюючих скупченнях, що охолоджуються.[3].
- галактичний канібалізм — галактики «тонуть» в напрямку центру скупчення внаслідок динамічного тертя та припливного захоплення зір[4].
- злиття галактик — швидке злиття декількох галактик відбуваються під час колапсу скупчення.

Відрізнити модель канібалізму від моделі злиття можливо при врахування періоду формування BCG. У моделі канібалізму в розвиненому скупченні мають бути численні малі галактики, а в моделі злиття очікується ієрархічна космологічна модель внаслідок колапсу скупчень. Було продемонстровано, що розпад орбіти галактик скупчення недостатньо ефективний для відповідності зростанню BCG.
Зараз найбільш імовірною й розповсюдженою вважається модель злиття, однак нещодавні спостереження суперечать деяким з її передбачень. Наприклад, було виявлено, що зоряна маса найяскравішої галактики зібралася значно швидше, ніж передбачає модель злиття.

## Класифікація
Найяскравіші галактики скупчень поділяють на декілька класів: велетенські еліптичні (gE), галактики типу D (від англ. Dominant) та галактики типу cD (від англ. central Dominant). Галактики типів cD і D мають простяжну дифузну оболонку, яка оточує еліптичне ядро, схоже на звичайні еліптичні галактики. Світлові профілі таких галактик часто описують законом поверхневої яскравості Серсіка, подвійним профілем Серсіка або законом де Вокулера. Різний вибір параметрів світлового профілю таких галактик та тьмяність дифузних оболонок призвела до невідповідності в повідомлених значеннях розмірів цих об'єктів.